# Lepanthes ligulata
Lepanthes ligulata är en orkidéart som beskrevs av Carlyle August Luer och Alexander Charles Hirtz. Lepanthes ligulata ingår i släktet Lepanthes och familjen orkidéer.
Artens utbredningsområde är Bolivia. Inga underarter finns listade i Catalogue of Life.